# Mohamed Buya Turay
Mohamed Buya Turay (ur. 10 stycznia 1995 we Freetown) – sierraleoński piłkarz grający na pozycji napastnika. Od 2021 jest zawodnikiem klubu Henan Songshan Longmen.

## Kariera piłkarska
Swoją piłkarską karierę Buya Turay rozpoczął w klubie Juventus IF z miasta Västerås. W latach 2013–2014 grał w nim na poziomie piątej ligi szwedzkiej. W 2014 roku przeszedł do Västerås SK, grającego w Division 1. Swój debiut w nim zaliczył 24 sierpnia 2014 w przegranym 0:5 wyjazdowym meczu z Dalkurd FF. W Västerås grał przez pół roku.
Na początku 2015 roku Buya Turay został piłkarzem klubu Superettan, AFC Eskilstuna. Swój debiut w nim zanotował 23 sierpnia 2015 w zremisowanym 0:0 domowym spotkaniu z Mjällby AIF. W sezonie 2016 wywalczył z nim awans do pierwszej ligi szwedzkiej. W Eskilstunie grał do końca sezonu 2017, w którym Eskilstuna spadła do drugiej ligi.
W marcu 2018 Buya Turay przeszedł do klubu Dalkurd FF. Zadebiutował w nim 8 kwietnia 2018 w wygranym 3:0 domowym meczu z Östersunds FK. W debiucie strzelił dwa gole. W sezonie 2018 spadł z Dalkurd do drugiej ligi.
W sierpniu 2018 Buya Turay został piłkarzem belgijskiego klubu Sint-Truidense VV. Swój debiut w nim zaliczył 11 sierpnia 2018 w zremisowanym 1:1 domowym meczu z KSC Lokeren. W debiucie strzelił gola.
W styczniu 2019 Buya Turay został wypożyczony z Sint-Truidense do Djurgårdens IF. Zadebiutował w nim 1 kwietnia 2019 w zremisowanym 1:1 domowym meczu z GIF Sundsvall, w którym zdobył bramkę. W sezonie 2019 wywalczył z Djurgårdens mistrzostwo Szwecji i z 15 strzelonymi golami został królem strzelców szwedzkiej ligi.
W grudniu 2019 Buya Turay wrócił do Sint-Truidense, a w lipcu 2020 został zawodnikiem chińskiego Hebei China Fortune. Swój debiut w nim zanotował 7 sierpnia 2020 w zremisowanym 2:2 domowym spotkaniu z Chongqing Liangjiang Athletic. W Hebei spędził sezon.
W kwietniu 2021 Buya Turay został sprzedany za 1,5 miliona euro do Henan Songshan Longmen. Swój debiut w nim zaliczył 21 kwietnia 2021 w przegranym 1:2 domowym meczu z Shenzhen FC.
| Sezon   | Klub                   | Kraj    | Rozgrywki       | Mecze | Gole |
| ------- | ---------------------- | ------- | --------------- | ----- | ---- |
| 2013    | Juventus IF            | Szwecja | Division 3      | 11    | 20   |
| 2014    | Juventus IF            | Szwecja | Division 3      | 14    | 12   |
| 2014    | Västerås SK            | Szwecja | Division 1      | 9     | 4    |
| 2015    | AFC United             | Szwecja | Superettan      | 3     | 0    |
| 2016    | AFC United             | Szwecja | Superettan      | 29    | 10   |
| 2017    | AFC Eskilstuna         | Szwecja | Allsvenskan     | 23    | 8    |
| 2018    | Dalkurd FF             | Szwecja | Allsvenskan     | 13    | 9    |
| 2018/19 | Sint-Truidense VV      | Belgia  | Eerste klasse A | 6     | 1    |
| 2019    | Djurgårdens IF         | Szwecja | Allsvenskan     | 29    | 15   |
| 2019/20 | Sint-Truidense VV      | Belgia  | Eerste klasse A | 0     | 0    |
| 2020    | Hebei China Fortune    | Chiny   | Super League    | 11    | 2    |
| 2021    | Henan Songshan Longmen | Chiny   | Super League    | 8     | 1    |

## Kariera reprezentacyjna
W reprezentacji Sierra Leone Buya Turay zadebiutował 9 września 2018 w przegranym 0:1 meczu kwalifikacji do Pucharu Narodów Afryki 2019 z Etiopią, rozegranym w Auasie. W 2022 roku został powołany do kadry na Puchar Narodów Afryki 2021. Rozegrał na nim trzy mecze grupowe: z Algierią (0:0), z Wybrzeżem Kości Słoniowej (2:2) i z Gwineą Równikową (0:1).